# Laetamur admodum
Laetamur admodum è la XXXIV enciclica di papa Pio XII, pubblicata il 1º novembre 1956.
È la seconda breve enciclica che Pio XII dedica ai tragici eventi ungheresi del 1956. Pio XII insiste ancora sull'importanza della preghiera per il popolo ungherese e insieme depreca l'altro conflitto armato, scoppiato frattanto nel Medio Oriente, non lontano dalla Terra Santa, dove gli angeli annunziarono, sulla culla del Bambin Gesù, la pace agli uomini di buona volontà.